# Бреша Вебб
Бреша Вебб (уроджена Бреша Рене Вебб; (6 травня 1984 , Балтимор ) — американська актриса, що знімалася в ролі Імунік Джефферсон в комедійному серіалі TV One Love That Girl! з 2010 по 2014 роки. Пізніше знялася у фільмах «Знайомтеся з чорношкірими» (2016), «Жорсткість» (2018), «Нічна школа» (2018), «Шестиплети» (2019) та «Падіння від благодаті» (2020).

## Ранній життєпис
Вебб народилася 1984 року в Балтиморі, штат Меріленд, у сім'ї Гарфілда та Ши Вебб. У 2002 році закінчила середню школу Балтиморської школи мистецтв . Акторка вважає, що батьки були для неї сильною системою підтримки, а такі актори, як Анджела Бассет і Вілл Сміт, позитивно вплинули на неї, щоб вона займалася акторською майстерністю та комедією. Вона побожна християнка. Вона заявила, що сильно вірить у те, щоб Бог був першим у своєму житті, і вірить у молитву. У 2007 році вона закінчила Каліфорнійський інститут мистецтв зі ступенем бакалавра з акторської майстерності.

## Кар'єра
Вебб розпочала свою кар'єру, з'являючись на телебаченні. З 2008 по 2009 рік вона мала повторювану роль лікарки Лаверни Сент-Джона в медичній драматичній серії NBC «Швидка допомога». У 2010 році вона зіграла разом із Тетяною Алі в комедійному серіалі TV One Love That Girl! . Після трьох сезонів участі в головному акторському складі Love That Girl!, було оголошено, що Вебб було підвищено до головної ролі телесеріалу після того, як колишня актриса Тетяни Алі не могла повернутися через контрактні зобов'язання щодо тепер скасованого телешоу BET « Друге покоління Wayans» . У 2013 році Вебб виступила на спеціальній демонстрації Saturday Night Live, яка була присвячена жінкам-комікам афроамериканського походження. У 2014 році вона знялася в пілотній комедії ABC Keep It Together продюсера Кевіна Гарта . Також у 2014 році вона зіграла повторювану роль у медичному драматичному серіалі ABC «Анатомія Грея», зігравши Терезу Морріс.
У 2015 році Вебб знялася в короткочасному ситкомі NBC Truth Be Told . З 2017 по 2018 рік також знімалася в іншому ситкомі NBC, Марлон, разом з Марлоном Веянсом та Ессенс Аткінс . Серіал був скасований після двох сезонів. У фільмі Вебб знявся в незалежному горрорі Hollows Grove 2014 року. У 2016 році вона знялася в комедійних фільмах Шалений патруль 2 з Кевіном Гартом у головних ролях та Meet the Blacks разом з Майком Еппсом. У 2018 році вона знялася в трилері «Жорстокість» з Тараджі П. Генсоном у головній ролі, а також зіграла роль другого плану разом із Кевіном Гартом і Тіффані Геддіш у комедійному фільмі « Нічна школа». У 2019 році вона зіграла головну жіночу роль разом із Марлоном Веянсом у комедійному фільмі «Шестиплети». Наступного року вона знялася разом із Крістал Р. Фокс у трилері "Падіння з благодаті ". Пізніше вона зіграла в комедійному серіалі Starz Run the World .

## Фільмографія

### Фільми
| Рік      | Назва                                             | Роль                     | Примітки           |
| -------- | ------------------------------------------------- | ------------------------ | ------------------ |
| 2007 рік | Любов зомбі                                       | Підліток                 | Короткий           |
| 2008 рік | Американський торговий центр                      | Пенні                    | Телевізійний фільм |
| 2011 рік | Ніч гри                                           | Бреша                    | Коротке відео      |
| 2012 рік | Хекл або пекло                                    | Мати Берніс Вотсон       | Короткий           |
| 2014 рік | Повернення до нуля                                | Медсестра лікаря Голдена |                    |
| 2014 рік | У дверей диявола                                  | Беккі                    |                    |
| 2014 рік | Холлоуз Гай                                       | Джулі Меркаде            |                    |
| 2014 рік | Тримай це разом                                   | Лотарингія               | Телевізійний фільм |
| 2015 рік | Колишній вільний                                  | Лела                     |                    |
| 2016 рік | Шалений патруль 2                                 | Шейла                    |                    |
| 2016 рік | Знайомтесь з чорними                              | Аллі Блек                |                    |
| 2016 рік | Ever After High                                   | Джастін Дансер (голос)   |                    |
| 2018 рік | Хлопець. Дівчина. Мрія.                           | Бреша Вебб               |                    |
| 2018 рік | Жорстокість                                       | Молода Бренда            |                    |
| 2018 рік | Нічна школа                                       | Деніз                    |                    |
| 2019 рік | Шестиплети                                        | Марі Деніелс             |                    |
| 2019 рік | З Різдвом Ліддл                                   | Кіара                    | Телевізійний фільм |
| 2020 рік | Падіння з благодаті                               | Жасмін Брайант           |                    |
| 2020 рік | Типова середа                                     | Бейлі                    |                    |
| 2020 рік | Веселого весілля                                  | Кіара                    | Телевізійний фільм |
| 2021 рік | Живу своїм найкращим життям                       | Сама                     |                    |
| 2021 рік | Будинок по сусідству: Знайомтеся з чорношкірими 2 | Аллі                     |                    |
| 2022 рік | Пісня та історія: Amazing Grace                   |                          | Телевізійний фільм |

### Телебачення/веб
| Рік            | Назва                            | Роль                         | Примітки                                             |
| -------------- | -------------------------------- | ---------------------------- | ---------------------------------------------------- |
| 2007           | Душевний стан                    | Лола                         | Повторюваний акторський склад                        |
| 2007           | K-Ville                          | Шанія Дюплессі               | Епізод: «Критична маса»                              |
| 2007           | Лінкольн Хайтс                   | Єва                          | Епізод: «На вулиці»                                  |
| 2008           | Бруд                             | Алісія                       | Епізод: «Боже, благослови дитину»                    |
| 2008           | Підвищення планки                | Кеа Бенкс                    | Епізод: «Я буду, я буду»                             |
| 2008–2009      | Швидка допомога                  | Лікарка Лаверн Сент-Джон     | Повторний акторський склад: 14-15 сезони             |
| 2009           | Жеребець                         | Лінді                        | Епізод: «Банка з розсолом»                           |
| 2010–2014 роки | Люблю цю дівчину!                | Іммунік Джефферсон           | Головний акторський склад                            |
| 2011           | За зелену карту                  | Подружка нареченої           | Епізод: «Перейти на фальшиве весілля команди»        |
| 2011           | In the Flow з Affion Crockett    | Крихітка                     | Епізод: «Передайте смолоскип»                        |
| 2011           | Bandwagon: The Series            | Urban Glee Performer         | Епізод: «Ти можеш все»                               |
| 2012           | Приватна практика                | Мелані Вайт                  | Епізод: «Ти моя мати?»                               |
| 2012           | Косяки                           | Карл Великий                 | Епізод: «Поріг»                                      |
| 2013           | LearningTown                     | Cookie                       | Головний акторський склад                            |
| 2013           | Король Холостяка                 | Хільді                       | Епізод: «Пародія на Джанго без ланцюгів»             |
| 2014           | Анатомія Грей                    | Тереза Морріс                | Повторний акторський склад: 10 сезон                 |
| 2015           | Правду кажуть                    | Енджі                        | Головний акторський склад                            |
| 2016           | Король Холостяка                 | Віола                        | Епізод: «Пародія на паркани»                         |
| 2017           | Легенди Чемберлен-Хайтс          | Сама (голос)                 | Епізод: «Легенди про замок»                          |
| 2017–2018 роки | Марлон                           | Іветт                        | Головний акторський склад                            |
| 2017–2019      | Зоряна принцеса проти сил зла    | Різні голоси                 | Повторний акторський склад: 3-4 сезони               |
| 2018           | Невирішені                       | Тіффані                      | Епізод: «Крістофер»                                  |
| 2019           | A Black Lady Sketch Show         | Судовий репортер             | Епізод: «Народжений вночі, але не минулої ночі»      |
| 2019–2020      | Останній О. Г.                   | Віра                         | Повторюваний акторський склад: 3-4 сезони            |
| 2019–2020      | Вітрина Шермана                  | Сама                         | Повторюваний акторський склад                        |
| 2020           | blackAF                          | Жасмин                       | Епізод: «важко повірити, але все одно через рабство» |
| 2021 — дотепер | Керуй світом                     | Рене                         | Головний акторський склад                            |
| 2021 — дотепер | Розбитий будинок                 | грибки (голос)               | Повторюваний акторський склад                        |
| 2022-тепер     | Горда сім'я: голосніше і гордіше | CeCe, коледж Діжонне (голос) | Головний акторський склад                            |

### Відеоігри
| Рік      | Назва                       | Роль                   | Примітки |
| -------- | --------------------------- | ---------------------- | -------- |
| 2011 рік | Сумнозвісний 2              | Жінки-пішоходи (голос) |          |
| 2017 рік | Wolfenstein II: Новий Колос | Біллі                  | Н/Д      |